# Cratere Mu Guiying
Mu Guiying  è un cratere sulla superficie di Venere. Deve il proprio nome a Mu Guiying (穆桂英T), leggendaria eroina cinese della dinastia Song.